# ایراکلیو (آتیک)
شهر ایراکلیو در استان آتیک در کشور یونان واقع شده است که دارای جمعیت ۴۷٬۵۴۰ نفر می‌باشد.